# 자바드 포루기
자바드 포루기(페르시아어: جواد فروغی,‎ 1979년 9월 11일~)는 이란의 사격 선수이다. 2021년 일본 도쿄에서 열린 2020년 하계 올림픽에서 사격 혼성 10m 공기권총 단체와 남자 10m 공기권총 부문에 참가하였다.

## 선수 경력
포루기는 인터뷰에서 31세의 나이에 자신이 복무중인 군용 병원의 지하층에서 사격 연습을 하며 공기권총 부문 사격 선수 생활을 시작했다고 밝혔다.

### 2019년 아시아 선수권 대회
2019년 11월 5일부터 13일까지 카타르 도하에서 열린 2019년 아시아 선수권 대회에서 남자 10m 공기권총에서 동메달을, 혼성 10m 공기권총 단체전에서 골노시 셉가톨라히와 함께 출전하여 동메달을 획득하였다.

### 2020년 하계 올림픽

2020년 하계 올림픽 사격 부문에서 금메달을 받은 이후 이란 정부로부터 포상을 받는 포루기.(가운데)

2021년 7월 24일 올림픽 남자 10m 공기권총 경기에 출전했다. 그는 본선 경기에서 580점으로 5위를 차지하며 결승전에 올랐고, 결승전에서는 1차 시기에서 선두로 시작해 1등인 101.0점을 기록, 2등인 중화인민공화국의 팡웨이의 99.7점과 좁은 차이를 두고 벌어졌다. 2차 시기에서는 은메달리스트인 세르비아의 다미르 미케츠를 제치고 1위를 얻으며 대회 내내 선두에 섰다. 포루기 선수는 최종 스코어 244.8점으로 올림픽 신기록을 달성했다.
포루기는 이란 최초로 올림픽 사격 부문에서 금메달을 받은 선수이다. 또한 41세의 나이로 금메달을 획득하면서 이란 최고령 올림픽 메달리스트에 오르기도 하였다.
7월 27일 열린 혼성 10m 공기권총 단체전에서는 하니에흐 로차미안과 함께 팀을 이뤄 본선 8위로 진출했으나 준결승전에서 5위로 탈락하였다.

## 이란군 복무 문제
포루기는 이란 내 사실상의 정규군이자 미국에서 테러 단체로 지정받은 이슬람 혁명 수비대 내 의료인으로 입대하여 테헤란의 바기야톨라흐 알아잠 군병원(Baghiyyatollah al-Azam Military Hospital)에서 복무하고 있으며 2012~13년 사이 시리아 내전에 참전하였다. 나비드 아프카리가 처형된 후 설립된 이란의 인권단체인 "유나이티드 포 나비드"(United for Navid)는 대국민 성명을 내고 포루기가 올림픽 메달을 딴 것을 두고 "이슬람 혁명 수비대원인 포루기는 현존하는 테러조직의 오래된 일원"이라고 비난하였다.